# ویلا کاستلی
ویلا کاستلی (به ایتالیایی: Villa Castelli) یک کومونه در ایتالیا است که در استان بریندیزی واقع شده‌است. ویلا کاستلی ۳۴٫۵۸ کیلومتر مربع مساحت و ۹٬۱۱۲ نفر جمعیت دارد و ۳۰۰ متر بالاتر از سطح دریا واقع شده‌است.